# 双公公路
双公公路（又称「县道539線」、「X539線」）是中國廣東省江门市的一條公路，這條公路經過新会和台山两地，起點為新会双水，連接新苍公路，終點為台山公益（已并入大江镇），連接高铜公路，全長33.393公里，双向单线行车。